# Tóth Károly (fogorvos)
Tóth Károly (Pitvaros, 1914. április 30. – Szeged, 1992. február 17.) magyar orvosprofesszor, egyetemi tanár, a SZOTE rektora, a szegedi fogorvosi iskola alapítója. Az orvostudományok kandidátusa (1960), az orvostudományok doktora (1968).

## Életpályája
Szülei Tóth József állami elemi iskolai tanító és Chorle Vilma Matild állami elemi iskolai tanítónő voltak. 1933–1935 között a Ferenc József Tudományegyetemen tanult orvosnak. 1935–1940 között a budapesti Pázmány Péter Tudományegyetemen tanult. 1940–1945 között a Pázmány Péter Tudományegyetem gyakornoka volt. 1943-ban fog- és szájbetegségekből szakvizsgát tett. 1945–1950 között a makói rendelőintézet fogorvosa volt. 1950–1951 között a Szegedi Tudományegyetem, illetve a Szegedi Orvostudományi Egyetem (SZOTE) Fog- és Szájbeteg Klinikáján dolgozott tanársegédként, 1951–1955 között adjunkusként, 1955–1963 között docensként. 1958–1961 között az Általános Orvostudományi Kar (ÁOK) dékánhelyettese volt. 1959-től az Európai Kárieszkutatók Egyesülete (ORCA) tagja volt. 1963–1972 között az Általános Orvostudományi Kar (ÁOK) rektora volt. 1963–1973 között a II. sz. Fog- és Szájbeteg Klinikán dolgozott. 1966-tól a MOTESZ vezetőségi tagja volt. 1966–1979 között a MFE elnöke volt. 1968-tól a Szegedi Akadémiai Bizottság (SZAB) Orvosi Szakbizottságának elnöke volt. 1970–1971 között a Tudományos Bizottság tagja, 1976–1978 között társelnöke volt. 1973–1984 között az I. sz. Klinika, majd a Fogászati és Szájsebészeti Klinika tanszékvezető és klinikai egyetemi tanára volt. 1986–1992 között az MFE társelnöke volt.
Káriesz kutatással (fogszuvasodás), foghiányok pótlásával, valamint a nyál biokémiai vizsgálatával foglalkozott.
Temetése Szegeden, a Belvárosi temetőben volt.

## Díjai
- Érdemes Orvos (MNM) (1961)
- Munka Érdemrend arany fokozata (1969)
- Jancsó Miklós-emlékérem (1974)
- Kiváló Orvos (MFMPK) (1974)
- Árkövy József-emlékérem (1977)
- Kende János-emlékérem (1981)
- Balogh Károly-emlékérem (1982)
- Szocialista Magyarországért érdemrend (1984)
- Semmelweis Ignác-díj (orvos) (1985)
- Weil Emil-emlékérem (1985)[5]
- Semmelweis Ignác-emlékérem és jutalomdíj (SOTE) (1989)